# Khương Phúc Đường
Khương Phúc Đường (tiếng Trung: 姜福堂; sinh tháng 10 năm 1941) là Thượng tướng Quân Giải phóng Nhân dân Trung Quốc (PLA), nguyên Bí thư Đảng ủy, Chính ủy Quân khu Thẩm Dương từ năm 1995 tới 2005.

## Thân thế và binh nghiệp
Khương Phúc Đường sinh tháng 10 năm 1941, người Vinh Thành, tỉnh Sơn Đông. Năm 1958, Khương Phúc Đường gia nhập Đoàn Thanh niên Cộng sản Trung Quốc. Tháng 1 năm 1959, Khương Phúc Đường nhập ngũ. Tháng 5 năm 1960, ông gia nhập Đảng Cộng sản Trung Quốc. Tháng 1 năm 1959 đến tháng 4 năm 1964, Khương Phúc Đường là chiến sĩ Lục quân; Phó tiểu đội trưởng; Tiểu đội trưởng;
Tháng 4 năm 1964 đến tháng 6 năm 1969, Khương Phúc Đường đảm nhiệm chức vụ Trung đội trưởng Lục quân; Phó liên đội trưởng; Liên đội trưởng; Chỉ đạo viên liên chính trị;
Tháng 6 năm 1969, nhậm chức Phó Chủ nhiệm Phòng Chính trị Trung đoàn Lục quân. Tháng 7 năm 1970, nhậm chức Chủ nhiệm Phòng Chính trị Trung đoàn Lục quân.
Tháng 7 năm 1974 đến tháng 8 năm 1976, Khương Phúc Đường đảm nhiệm chức vụ Phó Chính ủy Sư đoàn Lục quân. 
Tháng 8 năm 1976 đến tháng 5 năm 1983, ông là Chủ nhiệm Ban Chính trị Tập đoàn quân 26 Lục quân. Từ Tháng 9 năm 1979 đến tháng 7 năm 1980, Khương Phúc Đường học tập hệ cao cấp tại Học viện Chính trị Quân Giải phóng Nhân dân Trung Quốc.
Tháng 5 năm 1983, bổ nhiệm giữ chức Chính ủy Tập đoàn quân 26 Lục quân. Tháng 1 năm 1985, Khương Phúc Đường được điều sang nhậm chức Chính ủy Tập đoàn quân 67 Lục quân.
Tháng 6 năm 1985 đến tháng 12 năm 1993, Khương Phúc Đường đảm nhiệm chức vụ Chủ nhiệm Cục Chính trị Quân khu Tế Nam, Ủy viên Thường vụ Đảng ủy Quân khu. Tháng 9 năm 1987 đến tháng 7 năm 1990, Khương Phúc Đường học tập chuyên ngành Chủ nghĩa xã hội khoa học tại Đại học Sơn Đông. Từ tháng 4 đến tháng 7 năm 1993, Khương Phúc Đường học tập Khoa nghiên cứu Quốc phòng tại Đại học Quốc phòng Trung Quốc.
Tháng 12 năm 1993, Khương Phúc Đường được bổ nhiệm làm Phó Chính ủy Quân khu kiêm Chủ nhiệm Cục Chính trị Quân khu Thành Đô, Ủy viên Thường vụ Đảng ủy Quân khu.
Tháng 9 năm 1995, Khương Phúc Đường được điều động giữ chức vụ Chính ủy Quân khu Thẩm Dương, Phó Bí thư Đảng ủy, sau đó là Bí thư Đảng ủy Quân khu. Tháng 12 năm 2005, Khương Phúc Đường được miễn nhiệm chức vụ Chính ủy Quân khu Thẩm Dương, nghỉ công tác trong quân đội, thay thế ông là Hoàng Hiến Trung.
Ngày 17 tháng 3 năm 2008, Khương Phúc Đường được bầu làm làm Ủy viên Ủy ban Thường vụ Nhân đại toàn quốc, Phó Chủ nhiệm Ủy ban Đối ngoại của Đại hội đại biểu Nhân dân toàn quốc Trung Quốc khóa XI, nhiệm kỳ 2008—2013.
Khương Phúc Đường là Ủy viên Ban Chấp hành Trung ương Đảng Cộng sản Trung Quốc khóa XV và khóa XVI.

## Lịch sử thụ phong quân hàm
| Quân hàm |             |             | Thượng tướng |  |  |  |  |  |  |  |  |
| Cấp bậc  | Thiếu tướng | Trung tướng | Thượng tướng |  |  |  |  |  |  |  |  |
|          |             |             |              |  |  |  |  |  |  |  |  |